# Isoglossa delicatula
Isoglossa delicatula är en akantusväxtart som beskrevs av C. B. Cl.. Isoglossa delicatula ingår i släktet Isoglossa och familjen akantusväxter. Inga underarter finns listade i Catalogue of Life.